# Francia Szomáliföld
Francia Szomáliföld (franciául: Côte française des Somalis. "A szomáliak francia tengerpartja"; szomáli: Dhulka Soomaaliyeed ee Faransiiska) francia gyarmat volt Afrika Szarván. 1883 és 1967 között létezett.

## Történelem
1883 és 1887 között alapították, miután a szomáliai és afar uralkodó szultánok különböző szerződéseket írtak alá és földeket juttattak francia kézre. A Francia Szomáliföld elnevezést, "Côte Française des Somalis", a Gadaburszi klán mahadi ágából származó Mohamed Hadzsi Dide javasolta. A franciák érkezése előtt a szultán egyik zailai sikeres kereskedője volt. 1891-ben azért jött, hogy felépítse az első mecsetet Dzsibutiban a "Gami ar-Rahmát".

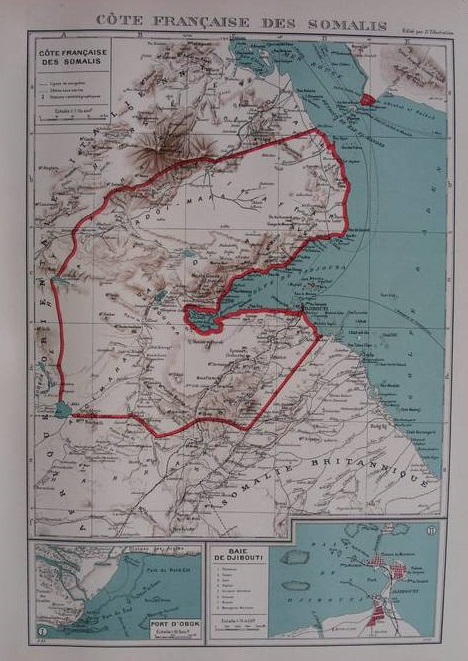
Francia Szomáliföld térképe, a mai Dzsibuti, amely feltünteti a francia településeket, beleértve azokat is, amelyek egy kis félszigeten voltak Áden közelében.

A Császári Etióp Vasútvonal építése mely nyugatra folytatódott, Etiópia területére, felvirágoztatta Dzsibuti kikötőjét egy 15 ezres nagyvárossá abban az időben, amikor még Harar volt az egyetlen nagyváros Etiópiában, amely lakosainak számában meghaladta.
Bár a lakosság száma visszaesett, miután az építkezés elérte Dire Dawát, az építkezési cég csődbe jutott és segítségre szorult a kormánytól, a vasúti kapcsolat azonban lehetővé tette, hogy a térség gyorsan felülmúlja a karaván-alapú áruszállítást Zeilából (ami akkor Brit Szomáliföldhöz tartozott) és a legfontosabb kikötővé váljon a kávé, illetve más áruk szállítására Dél-Etiópiából és Ogadenből Hararon keresztül.
A vasút tovább működött Etiópia olasz megszállása idején is, a második világháború felfordulását követően pedig a terület Franciaország tengerentúli területévé vált 1946-ban. 1967-ben Francia Szomáliföldet átkeresztelték az Afarok és Isszák francia területévé, Francia Afarok és Isszák, 1977-ben Dzsibuti néven vált független országgá.

## Lásd még
- Francia Szomáliföld kormányzóinak listája
- Francia gyarmatok listája
- Francia gyarmatbirodalom

## További tudnivalók
- Imbert-Vier, Simon (2008), Frontières et limites à Djibouti durant la période coloniale (1884–1977), <https://tel.archives-ouvertes.fr/tel-00736163>

## Fordítás
Ez a szócikk részben vagy egészben  a   French Somaliland című angol Wikipédia-szócikk fordításán alapul.  Az eredeti cikk szerkesztőit annak laptörténete sorolja fel. Ez a jelzés csupán a megfogalmazás eredetét és a szerzői jogokat jelzi, nem szolgál a cikkben szereplő információk forrásmegjelöléseként.